# Rio Piranga
Rio Piranga är ett vattendrag i Brasilien.   Det ligger i delstaten Minas Gerais, i den sydöstra delen av landet, 700 km sydost om huvudstaden Brasília.
Omgivningarna runt Rio Piranga är huvudsakligen savann. Runt Rio Piranga är det ganska tätbefolkat, med 160 invånare per kvadratkilometer.